# VSK Univerzita Brno
VSK Univerzita Brno (celým názvem: Vysokoškolský sportovní klub Univerzita Brno) je český univerzitní sportovní klub z Brna. Univerzitní klub sídlí na ulici Heinrichova 24 v brněnských Stránicích. Vznik současného vysokoškolského klubu spadá do roku 1918. Po vzniku Československa byl totiž na Masarykově univerzitě zřízen lektorát sportu a her. Klub byl založen pod názvem SK Česká technika, později byl rozdělen na Tělovýchovný a sportovní odbor posluchačů Techniky a Sportovní sdružení Univerzity. V průběhu dalších období, a s nimi spojenými změnami režimu, byl klub několikrát násilně zrušen. Za komunistické éry působil pod názvem VTJ Univerzita Brno (Vysokoškolská tělovýchovná jednota). Po sametové revoluci byl název klubu poupraven na VSK. V téže době se patronátem organizace znovu stává Masarykova univerzita.
Vysokoškolský klub ve své organizaci sdružuje nesoutěžní a soutěžní oddíly. Mezi nesoutěžní oddíly patří aikibudo, ČASPV, kanoistika, šerm, sportovní aerobik, tenis a turistika. Mezi soutěžní oddíly patří atletika, basketbal, cheerleading, florbal, golf, lyžování, moderní gymnastika, plavání, šachy, skoky do vody, softball, stolní tenis a volejbal.

## Umístění v jednotlivých sezonách

### Basketbal muži
Zdroj: 
Legenda: ZČ - základní část, červené podbarvení - sestup, zelené podbarvení - postup, fialové podbarvení - reorganizace, změna skupiny či soutěže
| Česko (2014 – ) |                     |           |                   |          |              |
| Sezóna          | Název v ročníku     | Úroveň    | Soutěž            | ZČ       | Play-off     |
| 2014/15         | VSK Univerzita Brno | 7. úroveň | Městský přebor I. | 5. místo |              |
| 2015/16         | VSK Univerzita Brno | 7. úroveň | Městský přebor I. | 4. místo |              |
| 2016/17         | VSK Univerzita Brno | 7. úroveň | Městský přebor I. | 6. místo |              |
| 2017/18         | VSK Univerzita Brno | 7. úroveň | Městský přebor I. | 5. místo | Reorganizace |
| 2018/19         | VSK Univerzita Brno | 6. úroveň | Městský přebor I. |          |              |

### Basketbal ženy
Zdroj: 
Legenda: ZČ - základní část, červené podbarvení - sestup, zelené podbarvení - postup, fialové podbarvení - reorganizace, změna skupiny či soutěže
| Československo (1970 – 1993) |                              |           |                    |           |                             |
| Sezóna                       | Název v ročníku              | Úroveň    | Soutěž             | ZČ        | Play-off                    |
| 1970/71                      | VTJ Univerzita Brno          | 1. úroveň | 1. liga            | 6. místo  |                             |
| 1971/72                      | VTJ Univerzita Brno          | 1. úroveň | 1. liga            | 9. místo  |                             |
| 1972/73                      | VTJ Univerzita Brno          | 1. úroveň | 1. liga            | 10. místo | Sestup                      |
| ...                          |                              |           |                    |           |                             |
| 1974/75                      | VTJ Univerzita Brno          | 1. úroveň | 1. liga            | 9. místo  | Sestup                      |
| ...                          |                              |           |                    |           |                             |
| Česko (1993 – )              |                              |           |                    |           |                             |
| Sezóna                       | Název v ročníku              | Úroveň    | Soutěž             | ZČ        | Play-off                    |
| 1993/94                      | SK NEPA Univerzita Brno      | 1. úroveň | 1. liga            | 10. místo | Sestup                      |
| ...                          |                              |           |                    |           |                             |
| 2003/04                      | VSK Univerzita Brno          | 3. úroveň | 3. liga – sk. B    | 8. místo  | Play-out (4. místo)         |
| 2004/05                      | VSK Univerzita Lordship Brno | 3. úroveň | 3. liga – sk. B    | 7. místo  | Play-out (1. místo)         |
| 2005/06                      | VSK Univerzita Brno          | 3. úroveň | 3. liga – sk. B    | 8. místo  | Play-out (4. místo)         |
| 2006/07                      | VSK Univerzita Brno          | 3. úroveň | 3. liga – sk. B    | 6. místo  | Play-out (3. místo)         |
| 2007/08                      | VSK Univerzita Brno          | 3. úroveň | 2. liga – sk. B    | 3. místo  | Finálová skupina (3. místo) |
| 2008/09                      | VSK Univerzita Brno          | 3. úroveň | 2. liga – sk. B    | 8. místo  | Play-out (3. místo)         |
| 2009/10                      | VSK Univerzita Brno          | 3. úroveň | 2. liga – sk. B    | 5. místo  | Čtvrtfinále                 |
| 2010/11                      | VSK TESLA UNI Brno           | 3. úroveň | 2. liga – sk. B    | 7. místo  | Sestup                      |
| ...                          |                              |           |                    |           |                             |
| 2014/15                      | VSK Univerzita Brno          | 4. úroveň | Oblastní přebor I. | 4. místo  |                             |
| 2015/16                      | VSK Univerzita Brno          | 4. úroveň | Oblastní přebor I. | 3. místo  |                             |
| 2016/17                      | VSK Univerzita Brno          | 4. úroveň | Oblastní přebor I. | 3. místo  |                             |
| 2017/18                      | VSK Univerzita Brno          | 4. úroveň | Oblastní přebor I. | 2. místo  |                             |
| 2018/19                      | VSK Univerzita Brno          | 4. úroveň | Oblastní přebor I. |           |                             |

### Volejbal ženy
Zdroj: 
Legenda: ZČ - základní část, červené podbarvení - sestup, zelené podbarvení - postup, fialové podbarvení - reorganizace, změna skupiny či soutěže
| Česko (2007 – ) |                     |           |                     |           |                              |
| Sezóna          | Název v ročníku     | Úroveň    | Soutěž              | ZČ        | Play-off                     |
| 2007/08         | VSK Univerzita Brno | 2. úroveň | 1. liga – sk. B     | 3. místo  | Finálová skupina (6. místo)  |
| 2008/09         | VSK Univerzita Brno | 2. úroveň | 1. liga – sk. B     | 6. místo  | Play-out (4. místo)          |
| 2009/10         | VSK Univerzita Brno | 2. úroveň | 1. liga – sk. B     | 1. místo  | Finálová skupina (5. místo)  |
| 2010/11         | VSK Univerzita Brno | 2. úroveň | 1. liga – sk. B     | 4. místo  | Finálová skupina (6. místo)  |
| 2011/12         | VSK Univerzita Brno | 2. úroveň | 1. liga – sk. B     | 5. místo  | Play-out (7. místo); sestup  |
| 2012/13         | VSK Univerzita Brno | 3. úroveň | 2. liga – sk. C     | –. místo  | Odhlášení ze soutěže; sestup |
| 2013/14         | VSK Univerzita Brno | 4. úroveň | Jihomoravský přebor | 5. místo  |                              |
| 2014/15         | VSK Univerzita Brno | 4. úroveň | Jihomoravský přebor | 2. místo  |                              |
| 2015/16         | VSK Univerzita Brno | 4. úroveň | Jihomoravský přebor | 3. místo  |                              |
| 2016/17         | VSK Univerzita Brno | 4. úroveň | Jihomoravský přebor | 5. místo  |                              |
| 2017/18         | VSK Univerzita Brno | 4. úroveň | Jihomoravský přebor | 10. místo |                              |
| 2018/19         | VSK Univerzita Brno | 4. úroveň | Jihomoravský přebor |           |                              |